# Héctor Omar Ramos
Héctor Omar Ramos, vollständiger Name: Héctor Omar Ramos Delgado (* 12. Februar 1936 in Montevideo) ist ein ehemaliger uruguayischer Fußballspieler.

## Spielerlaufbahn

### Verein
Mittelfeldakteur Ramos, der als Sohn eines aus Santa Cruz de Tenerife stammenden spanischen Vaters geboren wurde, spielte bereits in seiner Jugend ab dem 15. Lebensjahr in Montevideo für Nacional. Sein ein Jahr jüngerer Bruder hatte sich dagegen Peñarol angeschlossen. Bei den Bolsos war Ramos bis 1958 aktiv. In der Spielzeit 1958/59 stand er in Spanien bei Real Madrid unter Vertrag und wurde in jener Saison dort Europapokalsieger der Landesmeister. Allerdings setzte er sich bei den Madrilenen nicht durch, bestritt lediglich zwei Ligaspiele und wurde sodann an Plus Ultra ausgeliehen. Es folgten zwei Saisons bei Racing Santander, in denen er 38-mal auf dem Platz stand und drei Tore erzielte. Allerdings schreiben ihm andere Quellen auch noch ein Mitwirken für jenen Verein in der Spielzeit 1962/63 zu, da er dort am 7. Spieltag in der Partie gegen Real Club Celta mit einem Foulspiel Agapito Viñas’ Fußballkarriere nahezu beendete, der sich bei dieser Aktion unter anderem das Kreuzband und beide Menisken riss. 1962 wechselte er zum FC Elche uns spielte dort, unterbrochen von einer Zwischenstation 1965/66 bei Celta de Vigo, bis 1967. Seine Einsatzstatistik für Elche weist bis 1965 64 Spiele und sechs Tore aus. Bei Celta de Vigo sind für ihn acht absolvierte Partien verzeichnet. Sein Debüt für diesen Klub feierte am zweiten Saisonspieltag, der letzte Einsatz datiert aus dem in Balaidos ausgetragenen Rückspiel gegen Sabadell um den – letztlich verpassten – Aufstieg.

### Nationalmannschaft
Ramos gehörte der uruguayischen Junioren-Nationalmannschaft an, die 1954 an der Junioren-Südamerikameisterschaft in Venezuela teilnahm und den Titel gewann. Im Verlaufe des Turniers wurde er von Trainer Gerardo Spósito sechsmal (kein Tor) eingesetzt. Ramos war auch Mitglied der A-Nationalmannschaft Uruguays, für die er zwischen dem 24. Juni 1956 und dem 14. November 1956 fünf Länderspiele absolvierte (kein Tor). Mit der Celeste gewann er 1956 den Titel bei der Südamerikameisterschaft.

### Erfolge
- Junioren-Südamerikameister: 1954
- Südamerikameister: 1956
- Europapokalsieger der Landesmeister: 1958/59